# Gunby (East Riding of Yorkshire)
Gunby – przysiółek w Anglii, w East Riding of Yorkshire, w dystrykcie (unitary authority) East Riding of Yorkshire. Gunby jest wspomniana w Domesday Book (1086) jako Bonnebi.